# Atalante (1768)
Pour les articles homonymes, voir Atalante (navire).
L’Atalante est une frégate de la Marine française lancée en 1768. Elle prend part à plusieurs campagnes et missions de liaison dans la Méditerranée, l'Atlantique et l'océan Indien. Capturée par les Britanniques après un dur combat en mai 1794 pendant la campagne de Prairial an II, elle est renommée HMS Espion. Elle finit sa carrière par un naufrage en 1799.

## Historique

### Dans la Marine royale

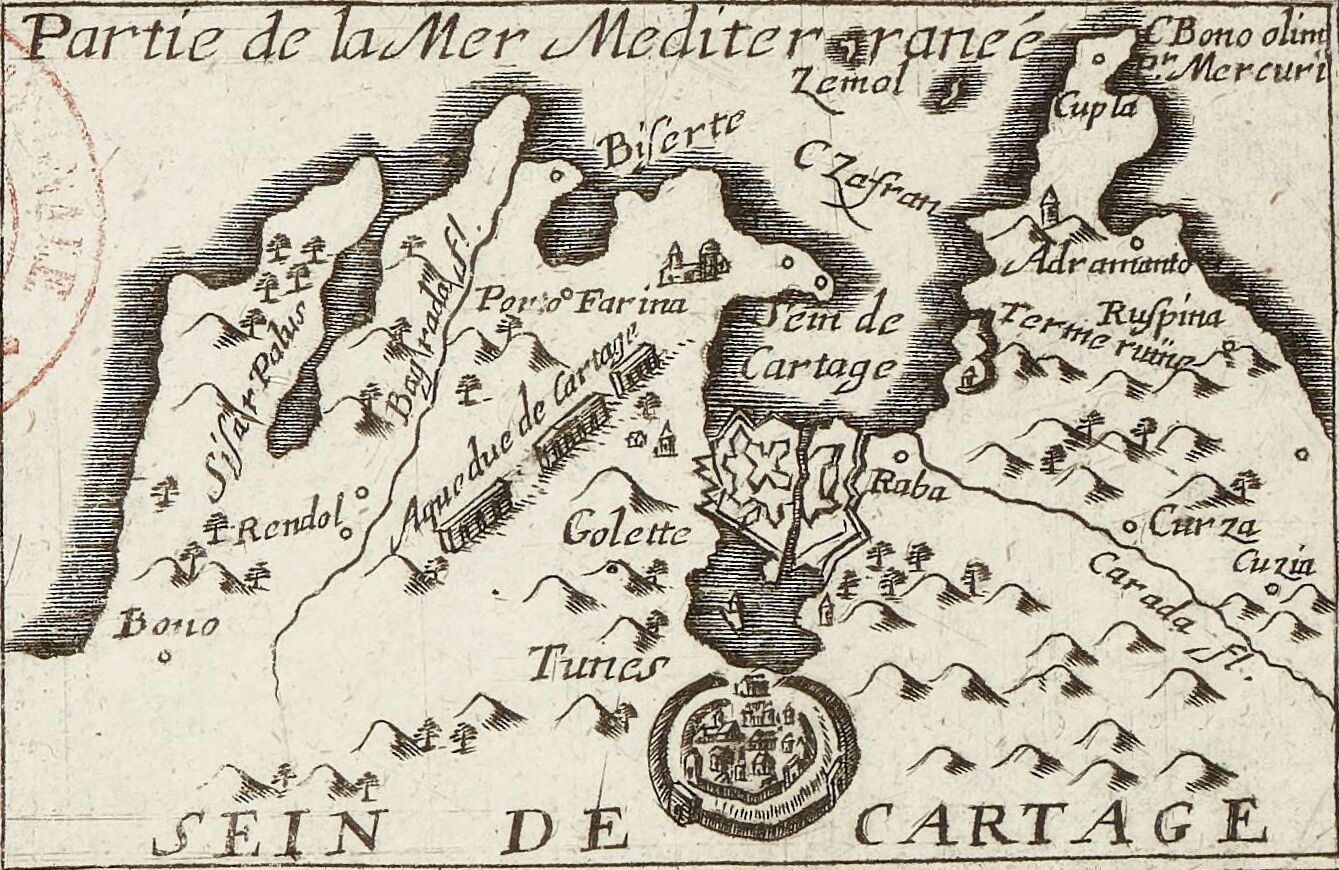
carte de Tunis, 1659.

Construite à l'arsenal de Toulon en 1768, l’Atalante prend part en 1770 au bombardement de Tunis ; le futur amiral Brueys sert à son bord comme garde-marine. Son commandant, le capitaine d'Oppède, y gagne le grade de capitaine de vaisseau et la haute paye de 3 600 livres,. 
Le 15 août 1778, au début de la guerre d'Amérique, les chaloupes de l’Atalante  et celles de la corvette espagnole Santa Catalina capturent près d'Ouessant le corsaire anglais Spirightly, armé de 16 canons et 12 pierriers ; les équipages d'abordage sont commandés par le lieutenant de vaisseau Bernardin Girard, l'enseigne de Saint-Georges et le lieutenant de vaisseau Francisco Yepez.
En 1782, l’Atalante  est basée à Bordeaux et fait des patrouilles de surveillance du golfe de Gascogne ; les équipages de cette station sont ordinairement recrutés dans la région aquitaine et basque.

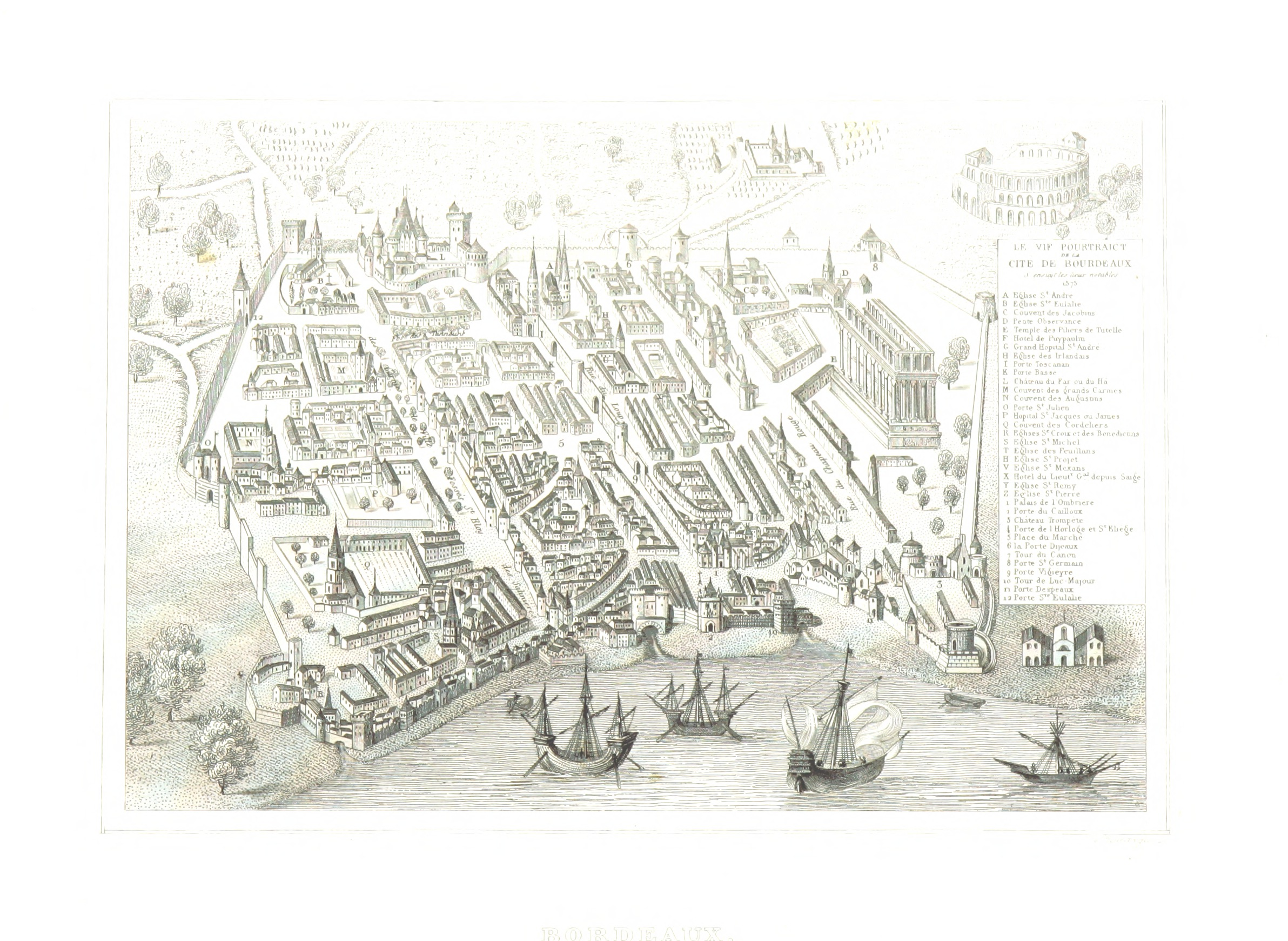
Navires dans le port de Bordeaux. Gravure d'Adolphe Rouargue, 1845.

En janvier 1791, l’Atalante, capitaine Bolle, fait partie de l'escadre française de l'océan Indien, basée à l’île de France (aujourd'hui Maurice) et commandée par le vice-amiral Armand de Saint-Félix : elle part en opérations sur les côtes de l'Inde. Charles Alexandre de Linois, futur chef d'escadre, est alors lieutenant sur l’Atalante.
En janvier 1792, Linois, devenu chef de l'escadre des Indes, confie à l’Atalante une dépêche annonçant à son collègue d'Entrecasteaux que des marins britanniques ont trouvé aux îles de l'Amirauté des traces de l'équipage perdu de l'explorateur Jean-François de La Pérouse, disparu dans l'océan Pacifique en 1788. La frégate remet ce courrier à l'expédition de recherche au Cap de Bonne-Espérance, possession des Provinces-Unies néerlandaises. 

### Dans la marine de la République
En octobre 1793, l’Atalante est de retour à l'île de France. Linois en confie le commandement au jeune Denis Decrès, futur amiral et ministre de la Marine, pour aller demander des secours auprès du ministère car la France est entrée en guerre contre la Grande-Bretagne. L’Atalante arrive à Lorient le 10 février 1794. Là, Decrès est démis de ses fonctions en tant que noble, arrêté et conduit à Paris. Une fois relâché, il adresse plusieurs rapports sur la situation périlleuse de l'île de France.

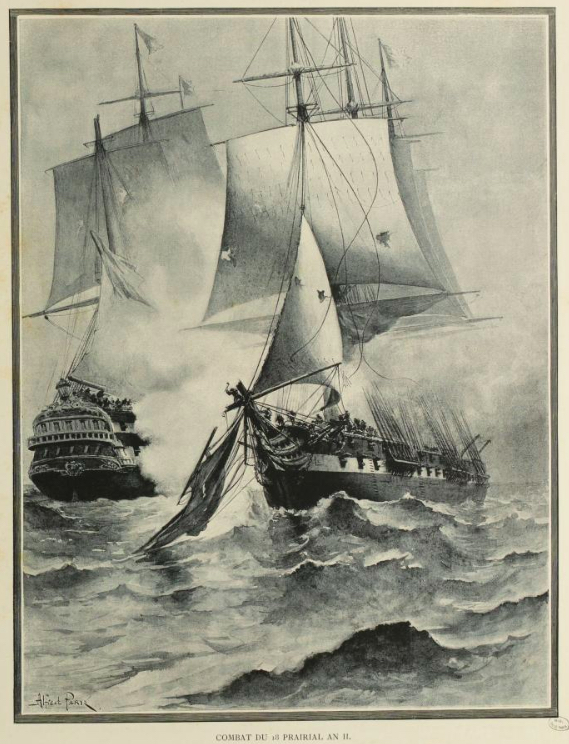
Combat du 18 Prairial An II, gravure d'Alfred Jean-Marie Paris (1846-1908).

Au printemps 1794, la marine de la République est en alerte pour recevoir un important convoi de céréales et autres denrées en provenance des États-Unis d'Amérique : la France est alors en pleine disette et ce convoi est indispensable pour ravitailler l'armée de l'Ouest et les ports de l'Atlantique. La flotte principale de Brest, commandée par Villaret-Joyeuse, doit venir à sa rencontre dans l'Atlantique où elle sera renforcée par l'escadre de Rochefort commandée par Joseph-Marie Nielly afin d'empêcher la capture du convoi par la Royal Navy. Un détachement rapide commandé par Linois, comprenant l’Atalante, la corvette la Levrette et le brig l’Épervier, est envoyé de Rochefort au-devant de l'escadre Van Stabel qui escorte le convoi pour lui fixer un point de rendez-vous avec les escadres Villaret-Joyeuse et Nielly. L'escadre Linois fait trois captures en route mais n'atteindra pas son but : le 3 mai 1794, une forte tempête rompt le mât de hune de l’Atalante tandis que l’Épervier, emporté par le vent, se trouve séparé des deux autres. Le 5 mai, la petite escadre rencontre un convoi britannique de 28 navires escorté par cinq vaisseaux de ligne. Deux d'entre eux se mettent à la poursuite des Français : le Saint Albans (en), de 72 canons, derrière la Levrette, et le Swiftsure, de 82 canons, capitaine Charles Boynes, derrière  l’Atalante. Tandis que la Levrette et l’Épervier s'enfuient, l’Atalante, ralentie, est pourchassée par le Swiftsure. Dans les moments de calme plat, les matelots et officiers de l’Atalante avancent avec l'aviron de galère pour conserver leur avance mais le retour d'une faible brise permet au Swiftsure de la rattraper. Le 7 mai vers 3h du matin, le Swiftsure arrive à portée de canon. La frégate a un équipage incomplet auquel il manque 26 hommes, et beaucoup des marins présents sont des novices déconcertés par ce combat nocturne. Après plus d'une heure de canonnade, vers 4h15, l’Atalante doit amener son pavillon ou, selon une autre version, celui-ci tombe à l'eau quand la corne du mât se rompt : la frégate fait eau, ses chaloupes sont brisées et la défense devient impossible. L’Atalante a eu 12 tués et 32 blessés dont Linois et son second César de Bourayne contre un seul blessé du côté britannique. Linois et Bourayne sont faits prisonniers. Ils seront libérés en 1795,,. 
L’Atalante était est dotée de 32 canons (26 pièces de 12 et 6 de 6) et 4 caronades de 36 contre 74 (28 canons de 32, 30 de 24 et 16 de 9) et 8 caronades de 32 pour le Swiftsure.
Malgré la perte de l’Atalante, le convoi Van Stabel évite la flotte britannique de Richard Howe qui concentre ses efforts sur la flotte venue de Brest : le combat de Prairial (1er juin 1794, « Glorious First of June » pour les Britanniques, 13 prairial an II dans le calendrier républicain) coûte de lourdes pertes aux Français mais permet au convoi d'arriver à Brest presque intact avec quelques prises faites en route.
De retour en France, Linois passe devant une cour martiale qui constate que lui et son équipage ont manœuvré et combattu pendant trente heures et ne se sont rendus que quand il devenait impossible de maintenir le navire à flot. Aussi le capitaine est-il acquitté malgré le décret de la Convention qui condamnait à mort tout commandant coupable de reddition.

### Dans laRoyal Navy

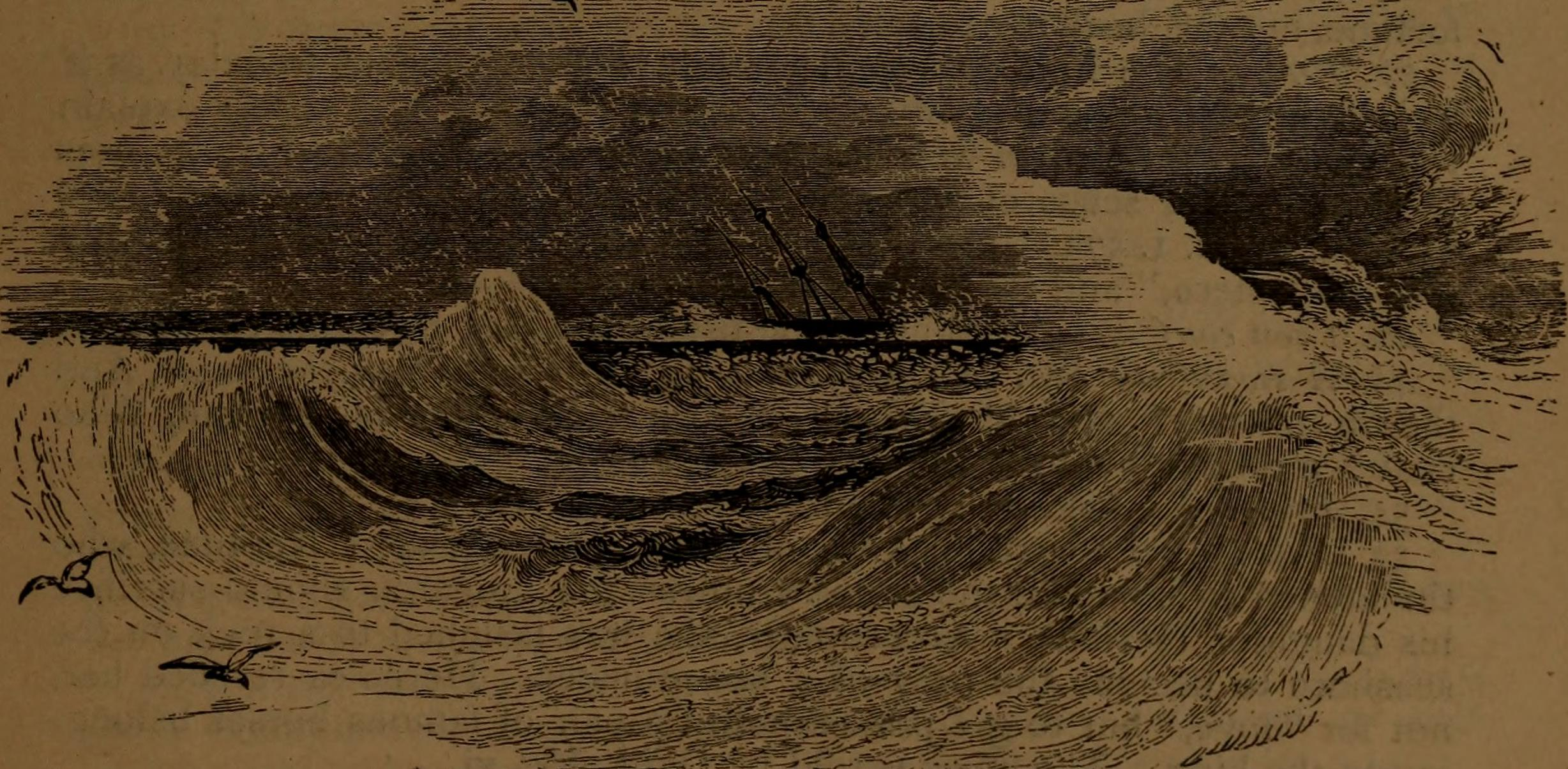
Naufrage sur le banc de Goodwin. Illustration pour le Marchand de Venise de Shakespeare, édition de William James Rolfe, 1883.

L’Atalante reprend du service dans la Royal Navy sous le nom de HMS Espion comme frégate de 5e rang. Elle est employée en 1798 comme batterie flottante avec un équipage de 121 hommes et en 1799 comme transport de troupes ; la même année, elle fait naufrage près des côtes du Kent, au banc de Goodwin. Tous ses hommes sont sauvés.